# Clethra purpusii
Clethra purpusii là một loài thực vật có hoa trong họ Clethraceae. Loài này được L.M.González mô tả khoa học đầu tiên năm 2005.